# لوكاس فيراز فيلا
لوكاس فيراز فيلا (بالإسبانية: Lucas Ferraz Vila)‏ هو لاعب كرة قدم أرجنتيني، ولد في 18 فبراير 1998 في بوينس آيرس في الأرجنتين. لعب مع أرجنتينوس جونيورز.

## وصلات خارجية
- لوكاس فيراز فيلا على موقع قاعدة بيانات كرة القدم.إي يو (الإنجليزية)
- لوكاس فيراز فيلا على موقع Soccerway.com (الإنجليزية)